# Brad Guzan
Bradley Edwin Guzan (ur. 9 września 1984 w Evergreen Park) – amerykański piłkarz polskiego pochodzenia występujący na pozycji bramkarza, zawodnik amerykańskiego klubu Atlanta United FC oraz w reprezentacji Stanów Zjednoczonych.

## Życiorys

### Kariera klubowa

#### Wczesna kariera
Trenować piłką nożną zaczął w młodzieżowym klubie Chicago Magic Soccer Club. Jako młody zawodnik bronił również barw swojej szkoły: Providence Catholic High School, do której uczęszczał w Illinois.
Po ukończeniu nauki w liceum w 2003 roku przeniósł się do uniwersytetu w Karolinie Południowej. W latach 2003–2004 Guzan występował w Chicago Fire Premier, z którym grał w USL Premier Development League.

#### Chivas USA
Kiedy upłynął wiek juniorski Guzan wystartował w drafcie do ligi MLS. Został wybrany z numerem drugim przez klub CD Chivas USA. Od roku 2005, w którym miał miejsce wspomniany MLS SuperDraft, do roku 2008 Guzan rozegrał 79 meczów w barwach Chivas.
7 listopada 2007 Brad Guzan został ogłoszony najlepszym bramkarzem zawodowej ligi MLS.

#### Aston Villa FC i Hull City
11 sierpnia 2008 podpisał kontrakt z Aston Villą. Jego były klub Chivas USA zarobił na tym transferze 600 tys. funtów (ok. 1,2 mln $). Było to drugie podejście do kupna Guzana przez Aston Villę. Pierwsze miało miejsce w styczniu 2008. Wtedy Aston Villa oferowała za Brada 2 mln funtów, jednak piłkarz nie otrzymał pozwolenia na pracę w Anglii i transfer nie doszedł do skutku. Sezon 2010/2011 spędził na wypożyczeniu w Hull City. Powrócił na kolejny rok, będąc rezerwowym golkiperem. W sezonie 2012/2013 Guzan był podstawowym bramkarzem Aston Villi i bronił we wszystkich meczach Premier League.

#### Middlesbrough F.C.
W latach 2016–2017 występował w angielskim klubie Middlesbrough F.C., gdzie zagrał 10 meczów.

#### Atlanta United FC
10 lipca 2017 podpisał kontrakt z amerykańskim klubem Atlanta United FC, bez odstępnego.

### Kariera reprezentacyjna
19 lutego 2006 debiutował w seniorskiej reprezentacji USA w meczu przeciwko Gwatemali. Brad Guzan ma również za sobą występy na Igrzyskach Olimpijskich w Pekinie, jednak jego reprezentacja nie odniosła tam sukcesu.

## Sukcesy

### Reprezentacyjne
Stany Zjednoczone
- Złoty Puchar CONCACAF: 2007
- 2. miejsce na Pucharze Konfederacji: 2009

### Indywidualne
- Jedenastka sezonu Major League Soccer: 2007
- Złota Rękawica Złotego Pucharu CONCACAF: 2015